# Marienthal (Amburgo)
Marienthal è un quartiere della città tedesca di Amburgo. È compreso nel distretto di Wandsbek.